# Puccinia oaxacana
Puccinia oaxacana ist eine Ständerpilzart aus der Ordnung der Rostpilze (Pucciniales). Der Pilz ist ein Endoparasit des Korbblütlers Archibaccharis torquis. Symptome des Befalls durch die Art sind Rostflecken und Pusteln auf den Blattoberflächen der Wirtspflanzen. Sie ist in weiten Teilen Mittelamerikas verbreitet.

## Merkmale

### Makroskopische Merkmale
Puccinia oaxacana ist mit bloßem Auge nur anhand der auf der Oberfläche des Wirtes hervortretenden Sporenlager zu erkennen. Sie wachsen in Nestern, die als gelbliche bis braune Flecken und Pusteln auf den Blattoberflächen erscheinen.

### Mikroskopische Merkmale
Das Myzel von Puccinia oaxacana wächst wie bei allen Puccinia-Arten interzellulär und bildet Saugfäden, die in das Speichergewebe des Wirtes wachsen. Ihre Spermogonien wachsen beidseitig in kleinen Gruppen auf den Wirtsblättern. Die ebenfalls beidseitig und auf Zweigen wachsenden, kurzzylindrischen Aecien der Art sind weißlich. Sie besitzen 25–35 × 17–23 µm große, meist ellipsoide Aeciosporen mit warziger Oberfläche. Die blattunterseitig wachsenden Uredien des Pilzes sind hellbraun und versprengt. Ihre goldenen bis hellbraunen Uredosporen sind 23–28 × 19–21 µm groß, eiförmig und stachelwarzig. Die blattunterseitig wachsenden Telien der Art sind zimtbraun, kompakt und unbedeckt. Die goldbraunen Teliosporen sind zweizellig, in der Regel ellipsoid bis langellipsoid und 35–48 × 19–24 µm groß. Ihre Stiele sind farblos und bis zu 90 µm lang.

## Verbreitung
Das bekannte Verbreitungsgebiet von Puccinia oaxacana reicht von Costa Rica bis nach Mexiko.

## Ökologie
Die Wirtspflanze von Puccinia oaxacana ist Archibaccharis torquis. Der Pilz ernährt sich von den im Speichergewebe der Pflanzen vorhandenen Nährstoffen, seine Sporenlager brechen später durch die Blattoberfläche und setzen Sporen frei. Die Art durchläuft einen Entwicklungszyklus mit Spermogonien, Aecien, Telien und Uredien.